# Richard Berry (musicien)
Pour les articles homonymes, voir Richard Berry (homonymie) et Berry (homonymie).
Richard Berry est un compositeur et chanteur de rhythm and blues américain, né le 11 avril 1935 à Extension, paroisse de Franklin (Louisiane), et mort le 23 janvier 1997 à Los Angeles. Il est surtout connu pour avoir composé l'un des plus grands classiques du rock, Louie Louie.

## Biographie
Né en Louisiane, atteint de la poliomyélite alors qu'il est tout petit, Richard Berry grandit à Los Angeles, où il étudie à la Jefferson High School. Il y côtoie de futures vedettes du rhythm and blues comme Jesse Belvin. Il devient lui-même « une figure centrale de la scène doo-wop et rhythm and blues de Los Angeles dans les années 1950 ». 
D'abord chanteur à la voix de basse au sein des groupes de doo-wop The Flamingos en 1951 puis The Flairs en 1953, aux côtés de Young Jessie, il participe l'année suivante à l'enregistrement de Riot in Cell Block Number 9 des Robins, en tant que chanteur principal, puis à celui de Wallflower (Roll with Me Henry) d'Etta James, un no 1 R&B en 1955. Assistant pour les disques Modern, il compose pour la chanteuse ou pour The Coasters, et enregistre sous nom, accompagné des Crowns ou des Cadets. Il chante aussi avec les Jaguars et dirige le groupe féminin The Dreamers.
En 1956, il quitte Modern pour sa filiale RPM, puis Flip, chez qui il enregistre en 1957, avec le groupe The Pharaohs, le titre Louie Louie, qu'il a composé. C'est un morceau de rhythm and blues classique qui figure sur une simple face B. Ce morceau sera pourtant repris et popularisé par de nombreux groupes dans les années 1960, dont les Kingsmen, et deviendra un classique pour tous les guitaristes et un des titres les plus repris de l'histoire du rock. Richard Berry en avait cédé les droits pour 200 dollars pour financer son mariage. Il ne récupérera son argent qu'en 1985 après une action en justice, recevant à peu près 2 millions de dollars sur les 10 millions qu'a rapporté la chanson. Il compose également Have Love, Will Travel en 1959, repris par The Sonics puis par The Black Keys.
Richard Berry a cessé d'enregistrer dans les années 1960. Il est décédé chez lui dans son sommeil à 61 ans, d'une rupture d'anévrisme, quelques jours seulement avant le concert qui devait célébrer les 40 ans de Louie Louie.

## Dans la culture
Plusieurs de ses titres phares dont Louie Louie figurent sur la bande originale et parmi les musiques additionnelles du film Tournée réalisé en 2009 par Mathieu Amalric.
On retrouve également Louie Louie dans le film Coffee and Cigarettes de Jim Jarmusch.